# Ethan Hamilton
Ethan Billy Hamilton (Edimburgo, Escocia, 18 de octubre de 1998) es un futbolista escocés que juega como centrocampista y su equipo es el Lincoln City F. C. de la League One.

## Trayectoria
Hamilton comenzó su carrera en el Hutchison Vale, club con sede en Edimburgo, el mismo club en el que Darren Fletcher —quien también jugó para el Manchester United— comenzó su carrera.
Jugó varios partidos para el equipo sub-18 del Manchester United durante la temporada 2014-15, antes de firmar para el club en julio de 2015, cuando tenía 16 años. Hamilton era un jugador habitual en el equipo sub-18 en la primera mitad de la temporada 2015-16, pero no jugó en la segunda mitad. Regresó al equipo para la temporada 2016-17, cuando, a pesar de no encontrar el fondo de la red hasta diciembre, terminó como el tercer máximo goleador del equipo, con 8 goles en 23 apariciones; También jugó ocho veces para el equipo de reserva del club esa temporada, antes de dar el paso como regular para la temporada 2017-18. Hizo 22 apariciones para las reservas de esa temporada, sus actuaciones le valieron un llamado al primer equipo en febrero de 2018, después de que Paul Pogba fuera expulsado de la quinta ronda de la FA Cup contra Huddersfield Town; A Hamilton se le asignó la camiseta número 48 y se convocó como suplente, pero no jugó en el encuentro. Al final de la temporada, Hamilton fue nominado junto a Demetri Mitchell y Kieran O'Hara al premio Denzil Haroun Reserve Team Player of the Year, otorgado al mejor jugador de la temporada del Manchester United; el premio fue finalmente ganado por Mitchell.
Antes de la temporada 2018-19 firmó su primer contrato profesional con el United, antes de ser listado como parte del equipo para la gira de pretemporada del club en los Estados Unidos. Salió como suplente en el minuto 89 por Juan Mata en un partido contra el Milan el 26 de julio. El partido terminó 1–1 después de los 90 minutos y fue directo a los penales; con el marcador 6–6 después de nueve tiros cada uno, Pepe Reina atajó el penalti de Hamilton, solo para que José Mauri también fallara. El United ganó la tanda 9–8 después de 13 penales. Hizo 14 apariciones para las reservas del Manchester United en la primera mitad de la temporada 2018–19, antes de ser cedido al Rochdale el 11 de enero de 2019, donde debutaría como profesional al día siguiente.
Abandonó el Manchester United una vez finalizó su contrato el 30 de junio de 2020. En agosto firmó por dos años con el Peterborough United F. C., donde finalmente estuvo uno antes de unirse al Accrington Stanley F. C. En este equipo sí permaneció un par de temporadas antes de ser traspasado al Lincoln City F. C. el 1 de agosto de 2023.

## Selección nacional

### Categorías inferiores
Hamilton jugó por primera vez para Escocia en la categoría sub-15, participando en partidos amistosos contra Alemania, Italia y Rusia en marzo de 2013. También hizo una aparición para el equipo de Escocia sub-16 en agosto de ese año, jugando los primeros 40 minutos de un partido contra Chipre. En 2017, fue seleccionado para jugar en la selección de Escocia sub-19 en la clasificación al Campeonato Europeo de la UEFA Sub-19 contra Austria, República Checa y Hungría.

## Estadísticas

### Clubes
| Club                                                                     | Div.          | Temporada     | Liga  | Liga  | Copas nacionales(1) | Copas nacionales(1) | Copas internacionales | Copas internacionales | Total | Total |
| Club                                                                     | Div.          | Temporada     | Part. | Goles | Part.               | Goles               | Part.                 | Goles                 | Part. | Goles |
| ------------------------------------------------------------------------ | ------------- | ------------- | ----- | ----- | ------------------- | ------------------- | --------------------- | --------------------- | ----- | ----- |
| Rochdale A. F. C. Inglaterra                                             | 3.ª           | 2018-19       | 14    | 4     | —                   | —                   | —                     | —                     | 14    | 4     |
| Rochdale A. F. C. Inglaterra                                             | Total club    | Total club    | 14    | 4     | 0                   | 0                   | 0                     | 0                     | 14    | 4     |
| Southend United F. C. Inglaterra                                         | 3.ª           | 2019-20       | 14    | 0     | 4                   | 1                   | —                     | —                     | 18    | 1     |
| Southend United F. C. Inglaterra                                         | Total club    | Total club    | 14    | 0     | 4                   | 1                   | 0                     | 0                     | 18    | 1     |
| Bolton Wanderers F. C. Inglaterra                                        | 3.ª           | 2019-20       | 12    | 1     | —                   | —                   | —                     | —                     | 12    | 1     |
| Bolton Wanderers F. C. Inglaterra                                        | Total club    | Total club    | 12    | 1     | 0                   | 0                   | 0                     | 0                     | 12    | 1     |
| Peterborough United F. C. Inglaterra                                     | 3.ª           | 2020-21       | 34    | 0     | 8                   | 1                   | —                     | —                     | 42    | 1     |
| Peterborough United F. C. Inglaterra                                     | 2.ª           | 2021-22       | 2     | 0     | 1                   | 0                   | —                     | —                     | 3     | 0     |
| Peterborough United F. C. Inglaterra                                     | Total club    | Total club    | 36    | 0     | 9                   | 1                   | 0                     | 0                     | 45    | 1     |
| Accrington Stanley F. C. Inglaterra                                      | 3.ª           | 2021-22       | 41    | 6     | 3                   | 2                   | —                     | —                     | 44    | 8     |
| Accrington Stanley F. C. Inglaterra                                      | 3.ª           | 2022-23       | 33    | 4     | 10                  | 2                   | —                     | —                     | 43    | 6     |
| Accrington Stanley F. C. Inglaterra                                      | Total club    | Total club    | 74    | 10    | 13                  | 4                   | 0                     | 0                     | 87    | 14    |
| Lincoln City F. C. Inglaterra                                            | 3.ª           | 2023-24       | 30    | 3     | 7                   | 0                   | —                     | —                     | 37    | 3     |
| Lincoln City F. C. Inglaterra                                            | 3.ª           | 2024-25       | 32    | 0     | 7                   | 0                   | —                     | —                     | 39    | 0     |
| Lincoln City F. C. Inglaterra                                            | Total club    | Total club    | 62    | 3     | 14                  | 0                   | 0                     | 0                     | 76    | 3     |
| Total carrera                                                            | Total carrera | Total carrera | 212   | 18    | 40                  | 6                   | 0                     | 0                     | 252   | 24    |
| (1) Incluye datos de FA Cup, Copa de la Liga de Inglaterra y EFL Trophy. |               |               |       |       |                     |                     |                       |                       |       |       |

Fuente: Soccerbase.